# Osterkopf (Girkhausen)
Der Osterkopf ist ein 715,3 m ü. NHN hoher Berg im Rothaargebirge im Hochsauerlandkreis in Nordrhein-Westfalen.

## Geographie
Der Osterkopf wird dem Ziegenhellen-Naturraum zugerechnet und liegt zwischen den Ortschaften Girkhausen und Züschen auf der Kreisgrenze zwischen Kreis Siegen-Wittgenstein und dem Hochsauerlandkreis in Nordrhein-Westfalen. Mit einer Schartenhöhe von etwa 22 m ist die Prominenz des Berges relativ gering.

## Gewässer
In etwa 450 m Entfernung vom Gipfel entspringt in nördlicher Richtung der Flachengrund im sogenannten Bösen Holz. An der Nordostflanke des Osterkopfes entspringen noch drei weitere Bäche, die rechtsseitig in den Flachengrund einmünden. Nur der südöstlichste Bach, der in etwa 900 m Entfernung vom Gipfel entspringt, hat mit dem Namen Herengrund eine offizielle Bezeichnung. Der Osterkopf wurde vermutlich nach der Oster benannt, deren Quelle etwa 350 m nordwestlich ebenfalls im Bösen Holz liegt. Ein kleinerer Bach mit dem Namen Schneidersgraben entspringt ca. 400 m südöstlich vom Gipfel und mündet unterhalb des Osterkopfes in die Oster, die im Ortsteil Girkhausen in die Odeborn fließt.

## Natur und Umwelt
Der Osterkopf ist nahezu vollständig mit dichtem Laub- und Nadelwald bewachsen. In der Nähe des Gipfels grenzen 3 Naturschutzgebiete aneinander. Der Gipfel selbst liegt im Naturschutzgebiet Hallenberger Wald (NSG-Nr. 329410), das 2001 gegründet wurde und 8,76 km² groß ist. Nach Westen erstreckt sich der Osterkopf in das 991 ha großen Naturschutzgebiet Bergland Wittgenstein (SI-089), das aus drei Teilflächen besteht und im Jahr 2004 unter der Schlüsselnummer SI-089 unter Naturschutz gestellt wurde. Das Naturschutzgebiet Bergland Wittgenstein erstreckt sich nordöstlich der Kernstadt Bad Berleburg und südwestlich von Züschen, einem Stadtteil von Winterberg im Hochsauerlandkreis. Die Nordflanke erstreckt sich in das Naturschutzgebiet Züschener Wald (NSG-Nr. 389958), das 2008 gegründet wurde und 3,44 km² groß ist.